# Ub
Ub (cyr. Уб) – miasto w Serbii, w okręgu kolubarskim, siedziba gminy Ub. W 2011 roku liczyło 6191 mieszkańców.